# Нурс, Эдвин Грисволд
Эдвин Грисволд Нурс (англ. Edwin Griswold Nourse; 20 мая 1883, Локпорт, штат Нью-Йорк, США — 7 апреля 1974, Бетесда, штат Мэриленд, США) — американский экономист, профессор экономики университета штата Айова, президент Американской экономической ассоциации в 1942 году, первый председатель Совета экономических консультантов США в 1946—1949 годах.

## Биография
Эдвин родился 20 мая 1883 года в Локпорте, штат Нью-Йорк, в семье Эдвина Генри и Харриет Огасты (Бимен) Нурс. Его старшая сестра Элис Тисдэйл Хобарт (28.01.1882-14.03.1967) стала известным писателем. Семья через четыре месяца переехала в Чикаго. В Чикаго Эдвин ходил в государственную среднюю школу.
В 1903—1904 годах учился и получил степень ассоциата искусств в институте Льюиса, в 1906 году степень бакалавра искусств в Корнеллском университете. В 1915 году получил докторскую степень по экономике в Чикагском университете.
Преподавательскую деятельность начал в качестве преподавателя в 1909—1910 годах в Уортонской школе бизнеса, затем в 1910—1912 годах профессор, заведующий кафедры экономики и социологии в университете Южной Дакоты, в 1915—1918 годах заведующий кафедрой экономики и социологии в университете Арканзаса. Профессор экономики сельского хозяйства, глава сельскохозяйственной секции экспериментальной станции в университете штата Айова в 1918—1923 годах. В 1923—1929 годах заведующий кафедрой, в 1929—1942 годах директор Брукингского института. В 1942—1946 годах вице-президент Брукингского института.
В 1942—1945 годах служил председателем Совета социологических исследований (США). В 1959 году являлся приглашённым профессором университета штата Пенсильвании.
В 1946—1949 годах Э. Норс был назначен президентом США Гарри Трумэном первым председателем Совета экономических консультантов США.
В 1924 году был делегатом от США Международного института сельского хозяйства в Риме. В 1935—1937 годах сотрудник комитета по питанию в Лиге Нации, в 1950—1952 годах старший научный сотрудник мемориального Фонда Гуггенхайма.
Э. Нурс также был членом с 1934 года Американской академии искусств и наук, членом и в 1924 году президентом Американской ассоциации экономики сельского хозяйства, членом и президентом в 1942 году Американской экономической ассоциации, членом Американского философского общества, вице-председатель Объединённого Совета экономического образования, членом обществ Альфа Зета, Пфи Каппа Пфи и Пфи Гамма My.
Э. Нурс умер 7 апреля 1974 года в госпитале близ Бетесда, штат Мэриленд.
Семья
Э. Нурс женился 17 августа 1910 года на Рэй Мари Тайлер (ум. 1963) из городка Огден, штат Юта.

## Память
В 1968 году была учреждена Американским институтом кооперации премия Нурса в знак признания его лидерства.

## Награды
За свои достижения был награждён:
- 1950 — стипендия Гуггенхайма,
- 1950 — премия Фонда Свободы[англ.],
- 1950 — почётная степень доктора права от Иллинойсского технологического института,
- 1955 — награда от Американской ассоциации маркетинга,
- 1958 — почётная степень доктора наук от университета штата Айова,
- 1959 — медаль Розенбергера от Чикагского университета.